# Iftekhar
Iftekhar (eigentlich Iftekhar Khan; auch Iftikhar; Hindi: इफ़्तेख़ार, Iftekhār; * 22. Februar 1920 in Kanpur; † 4. März 1995 in Bombay) war ein indischer Filmschauspieler des Hindi-Films. Er ist insbesondere durch seine zahlreichen Rollen als Polizeiinspektor bekannt und spielte in mehr als 250 Filmen.

## Leben
Nach einigen kurzen Filmauftritten ab den späten 1930er Jahren intensivierte sich seine Arbeit als Filmschauspieler Mitte der 1950er Jahre nach seinen Auftritten in Sohrab Modis Mirza Ghalib (1954) und Bimal Roys Biraj Bahu (1954). In den 1960er und 1970er Jahren war er insbesondere in zahlreichen Rollen als Polizeiinspektor oder -kommissar präsent. Er trat häufig als polizeilicher Gegenspieler von Raj Kapoor, Dev Anand, Rajesh Khanna oder Amitabh Bachchan auf. Zu seinen wichtigsten Filmen gehören Bimal Roys Bandini (1963), Raj Kapoors Sangam (1964), Manoj Kumars Shaheed (1965), Prakash Mehras Zanjeer (1973), Don (1978) und Yash Chopras Kaala Patthar (1979).
Neben Hindi-Unterhaltungsfilmen spielte Iftekhar 1967 auch in zwei Folgen der US-amerikanischen Fernsehserie Maya sowie in den englischsprachigen Filmen Bombay Talkie (1970) von James Ivory und City of Joy (1992) von Roland Joffé.

## Filmografie (Auswahl)
- 1954: Mirza Ghalib
- 1954: Biraj Bahu
- 1955: Devdas
- 1955: Shree 420
- 1956: Jagte Raho
- 1963: Bandini
- 1964: Apne Huye Paraye
- 1964: Door Gagan Ki Chhaon Mein
- 1964: Sangam
- 1965: Shaheed
- 1965: Guide
- 1966: Teesri Manzil
- 1966: Teesri Kasam
- 1968: Sangharsh
- 1969: Ittefaq
- 1969: Aadmi Aur Insaan
- 1969: Khamoshi
- 1970: Bombay Talkie
- 1970: Johny Mera Naam
- 1971: Haré Rama Haré Krishna
- 1973: Daag
- 1973: Zanjeer
- 1974: Majboor
- 1975: Deewaar
- 1975: Sholay
- 1976: Laila Majnu
- 1976: Kabhi Kabhie
- 1978: Don
- 1979: Kaala Patthar
- 1980: Insaaf Ka Tarazu
- 1980: Karz
- 1985: Tawaif
- 1989: Nächtliches Indien (Nocturne indien)
- 1992: City of Joy
- 1992: Bekhudi